# Garantía real
Una garantía real (a diferencia de una garantía personal) es un contrato o negocio jurídico accesorio que liga inmediata y directamente al acreedor con la cosa especialmente sujeta al cumplimiento de una determinada obligación principal. Cumplidos los requisitos constitutivos, la garantía real es por sí misma un derecho real.
En los supuestos de garantía real el acreedor está investido de un poder especial sobre la cosa que asegura su derecho, que engloba la llamada reipersecutoriedad, que supone un poder especial de restitución independiente de los sujetos y situaciones en que la cosa gravada pudiera encontrarse.
La garantía real permite al acreedor propiciar la venta forzosa del bien gravado, para su realización y pago de la deuda garantizada.

## Garantía financiera
Una garantía financiera es un tipo de garantía real sobre una obligación por contrato o efectivo en cuenta, destinado a garantizar el cumplimiento de obligaciones financieras. De esta forma, el objeto de la garantía financiera que se aporte debe consistir exclusivamente en:
a) Efectivo, entendiendo por tal el dinero abonado en cuenta en cualquier divisa.
b) Valores negociables y otros instrumentos financieros, según se definen en la Ley del Mercado de Valores, y en sus normas de desarrollo, y todo derecho directo o indirecto sobre aquellos.
c) Derechos de crédito, entendiéndose por tales los derechos pecuniarios derivados de un acuerdo en virtud del cual una entidad de crédito otorga un crédito en forma de contrato de préstamo (mutuo) o de crédito.
No obstante, por lo general, no podrán ser objeto de garantía financiera los derechos de crédito en los que el deudor sea un consumidor, una pequeña empresa o una microempresa.
Por otro lado, respecto a las modalidades de operaciones de garantía de financiera, las mismas pueden realizarse mediante la transmisión de la propiedad del bien o derecho de crédito dado en garantía o mediante la pignoración de dicho bien o derecho.